# Bob Fosse

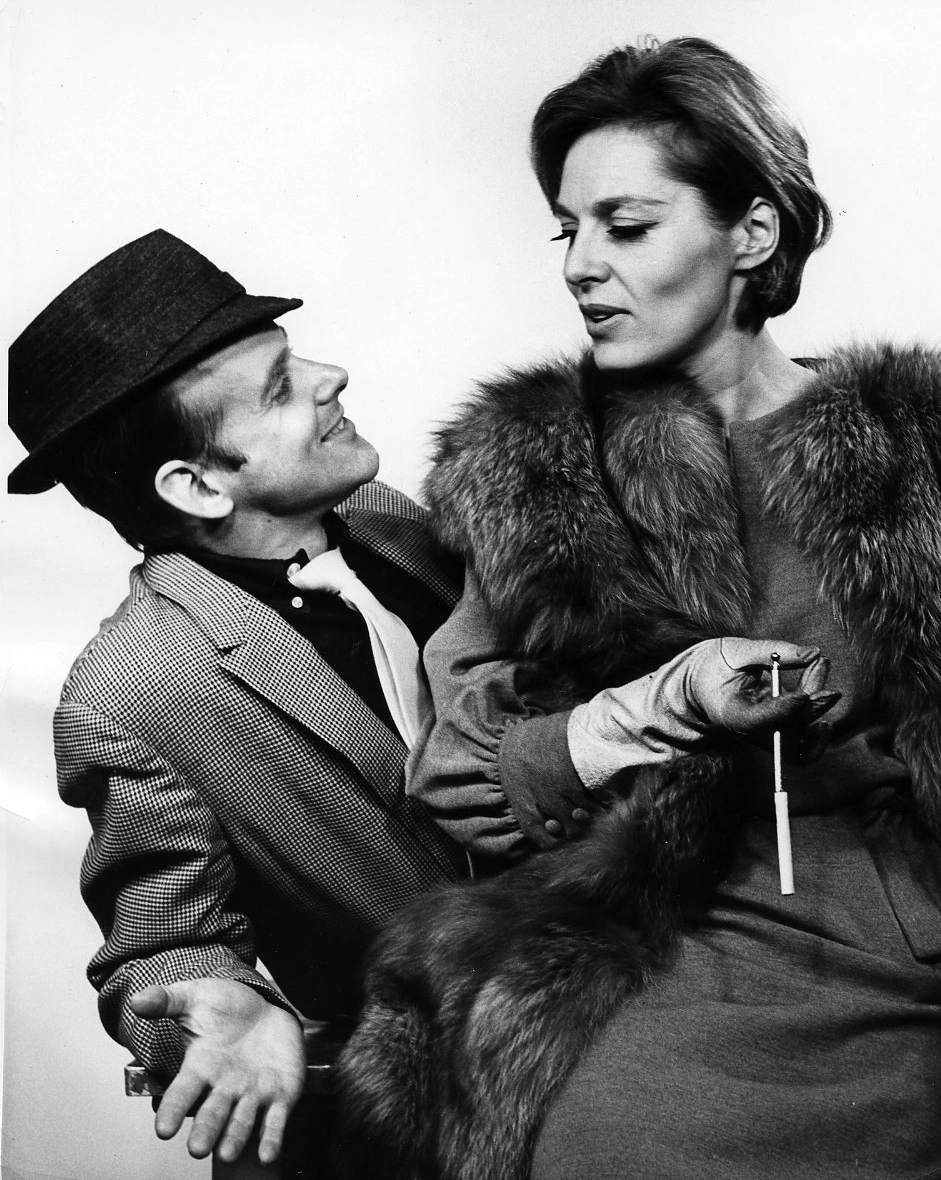
Bob Fosse und Viveca Lindfors, 1963

Robert Louis „Bob“ Fosse (* 23. Juni 1927 in Chicago, Illinois; † 23. September 1987 in Washington D.C.) war ein US-amerikanischer Choreograf, Tänzer sowie Theater- und Filmregisseur. Für seine Choreografien am Broadway gewann er acht Tony Awards, mehr als jeder andere, sowie einen weiteren Tony als Regisseur. Im Filmgeschäft drehte er erfolgreich Musicals wie Hinter dem Rampenlicht und Cabaret, für letzteres erhielt er den Oscar für die Beste Regie.

## Leben
Bob Fosse wurde 1927 in Chicago als Sohn von Vaudeville-Künstlern geboren und war bereits als Kind und Jugendlicher mit Solotanznummern auf der Bühne zu sehen. Nach einer kurzen Episode in der US-amerikanischen Kriegsmarine begann er eine Schauspielausbildung. Von 1948 bis 1950 war er zunächst mit unbedeutenden Musicalshows auf Tourneen durch die Vereinigten Staaten, um anschließend in Broadwayshows als Tänzer zu arbeiten. Durch den Musicalfilm gelangte er Anfang der 1950er Jahre an kleinere Rollen in Hollywood.
1954 erhielt Fosse zum ersten Mal die Chance, eine eigene Choreografie auf einer Broadwaybühne zu zeigen. Die Show The Pajama Game wurde gleich ein großer Erfolg. Weitere Shows folgten, und langsam begann sich aus seiner Zusammenarbeit mit der Tänzerin Gwen Verdon eine fruchtbare Partnerschaft von Choreograf und Tänzerin herauszukristallisieren. 1960 heiratete er Verdon. Fosse und Verdons Beziehung endete Anfang der 1970er-Jahre, sie blieben jedoch bis zu seinem Tod verheiratet sowie künstlerisch und freundschaftlich eng verbunden.
In den 1960er Jahren begann Bob Fosse nicht nur Shows zu choreografieren, sondern auch als hauptverantwortlicher Regisseur zu arbeiten. Einer seiner größten Broadwayerfolge war Sweet Charity. Die gleichnamige Verfilmung 1969 mit Shirley MacLaine in der Hauptrolle war zugleich sein Debüt als Filmregisseur. Auf den Broadwaybühnen brachte er weitere Musicals zur Uraufführung: 1972 Pippin, 1975 Chicago und 1978 Dancin' . Inszenierungen, die inzwischen zu den erfolgreichsten Long-Time-Runnern in der Geschichte des Broadways zählen.
Der alles übertreffende Erfolg war die Verfilmung des Musicals Cabaret 1972 mit Liza Minnelli in der Rolle der Sally Bowles. Fosse war auch hier Regisseur und Choreograf und erhielt für Cabaret einen Oscar als bester Regisseur. Insgesamt erhielt der Film acht Oscars. Der Erfolg von Cabaret öffnete ihm weitere Türen, sodass er von da an freier und unabhängiger arbeiten konnte. 1972 inszenierte er für Liza Minnelli die Fernsehshow Liza with a Z, wofür er mit einem Emmy-Award geehrt wurde. 1974 verfilmte er das Leben des Komikers Lenny Bruce mit Dustin Hoffman in der Titelrolle. Der Film Lenny erhielt sechs Oscar-Nominierungen.
Der kettenrauchende Workaholic Fosse zahlte allerdings einen hohen Preis für diese Erfolge. Während seiner Arbeit für die Uraufführung von Chicago erlitt er einen schweren Herzinfarkt. Die dabei erlittenen Erfahrungen verarbeitete Fosse danach 1979 in dem stark autobiografisch geprägten Film Hinter dem Rampenlicht mit Roy Scheider als seinem Alter Ego sowie mit Jessica Lange in den Hauptrollen. Der Film, für den Fosse das Drehbuch schrieb, vermittelt einen eindringlichen Einblick in die Welt des Entertainments und gewann eine Goldene Palme bei den Internationalen Filmfestspielen von Cannes 1980.
Bob Fosse starb 1987 am Abend der Premiere zum Revival seines Erfolgsmusicals Sweet Charity im Beisein von Gwen Verdon im Alter von 60 Jahren, nachdem er zuvor einen weiteren Herzinfarkt erlitten hatte.
Vor seiner Ehe mit Gwen Verdon ab 1960 war Fosse von 1947 bis 1951 mit Mary Ann Niles und von 1952 bis 1959 mit der Schauspielerin und Tänzerin Joan McCracken verheiratet. Seine Tochter Nicole Fosse aus seiner Ehe mit Gwen Verdon ist ebenfalls als Schauspielerin und Tänzerin tätig. Ab 1972 war er für einige Jahre in einer Beziehung mit der Tänzerin Ann Reinking, die er ähnlich wie Verdon immer wieder in seinen Produktionen auftreten ließ.

## Adaptionen seines Lebens
1999 feierte das Musical Fosse Premiere am Broadway. Die Tony-Award-prämierte Show im Stil einer Revue besteht vollständig aus rekonstruierten Choreografien Fosses.
2019 produzierte der US-amerikanische Fernsehsender FX die Biopic-Miniserie Fosse/Verdon. Die achtteilige Serie beschäftigt sich mit der Lebensgeschichte Bob Fosses und insbesondere seiner privaten und beruflichen Beziehung zu Gwen Verdon. Dargestellt werden die beiden von Sam Rockwell und Michelle Williams.

## Broadwayproduktionen
- 1952: Pal Joey – Musik: Richard Rodgers – Fosse als Joey Evans
- 1954: The Pajama Game – Musik: Richard Adler – Choreografie Bob Fosse
- 1955: Damn Yankees – Musik: Richard Adler – Choreografie Bob Fosse
- 1956: Bells are ringing – Musik: Jule Styne – Gemeinsame Choreografie von Jerome Robbins und Bob Fosse
- 1957: New Girl in Town – Musik: Bob Merill – Choreografie Bob Fosse
- 1961: How to Succeed in Business Without Really Trying – Musik: Frank Loesser – Choreografie Bob Fosse
- 1962: Little Me – Musik: Cy Coleman – Regie und Choreografie Bob Fosse
- 1966: Sweet Charity – Musik: Cy Coleman – Regie und Choreografie Bob Fosse
- 1972: Pippin – Musik: Stephen Schwartz – Regie und Choreografie Bob Fosse
- 1972: Liza with a Z – Musik: John Kander – Regie und Choreografie der Broadwaypersonalityshow von Liza Minnelli
- 1975: Chicago – Musik: John Kander – Regie und Choreografie Bob Fosse
- 1978: Dancin’ – Musik: diverse Komponisten wie Neil Diamond – Regie und Choreografie Bob Fosse
- 1986: Big Deal – Musik: diverse Komponisten – Buch, Regie und Choreografie Bob Fosse

## Filmografie

### Als Darsteller und Tänzer
- 1953: The Affairs of Dobie Gillis
- 1953: Küß mich, Kätchen! (Kiss Me Kate)
- 1953: Eine Chance für Suzy (Give a Girl a Break)
- 1955: Meine Schwester Eileen (My Sister Eileen)
- 1958: Damn Yankees
- 1974: Der kleine Prinz
- 1977: Thieves

### Als Regisseur
- 1969: Sweet Charity
- 1972: Cabaret
- 1974: Lenny
- 1979: Hinter dem Rampenlicht (All That Jazz)
- 1983: Star 80

## Auszeichnungen
- 1955: Tony Award für The Pajama Game (Beste Choreografie)
- 1956: Tony Award für Damn Yankees (Beste Choreografie)
- 1959: Tony Award für Redhead (Beste Choreografie)
- 1963: Tony Award für Little Me (Beste Choreografie)
- 1966: Tony Award für Sweet Charity (Beste Choreografie)
- 1972: National Board of Review Award für Cabaret (Beste Regie)
- 1973: Oscar für Cabaret (Beste Regie)
- 1973: Britischer Filmpreis für Cabaret (Beste Regie)
- 1973: Bodil für Cabaret (Bester nicht-europäischer Film)
- 1973: David di Donatello für Cabaret (Beste ausländische Regie)
- 1973: Directors Guild of America Award für Liza with a Z (Beste Regie bei einem Musical- oder Varieté-Programm)
- 1973: zwei Drama Desk Awards für Pippin (Beste Regie, Beste Choreografie)
- 1973: zwei Tony Awards für Pippin (Beste Musical-Regie, Beste Choreografie)
- 1973: drei Emmys für Liza with a Z (Bestes Varieté- bzw. Musikfernsehprogramm, Beste Regie im Bereich Komödie, Varieté und Musik, Beste Choreografie)
- 1976: Blue Ribbon Award für Lenny (Bester fremdsprachiger Film)
- 1978: Premio Sant Jordi für Lenny (Bester ausländischer Film)
- 1978: Drama Desk Award für Dancin’ (Beste Choreografie)
- 1978: Tony Award für Dancin’ (Beste Choreografie)
- 1980: Goldene Palme der Internationalen Filmfestspiele von Cannes für Hinter dem Rampenlicht (gemeinsam mit Akira Kurosawas Kagemusha – Der Schatten des Kriegers)
- 1981: Bodil für Hinter dem Rampenlicht (Bester nicht-europäischer Film)
- 1986: Drama Desk Award für Big Deal (Beste Choreografie)
- 1986: Tony Award für Big Deal (Beste Choreografie)
- 1994: American Choreography Award („Heritage Award“)